# Koločep
Koločep (dubr. ime Kalamota) je otok u Elafitskim otocima, a ujedno i najjužniji naseljeni elafit. Smješten je zapadno od Dubrovnika od kojeg je udaljen 3 km. Zapadno od Koločepa nalazi se Lopud, a južno Sv. Andrija. Na najužem dijelu Koločepskog kanala, udaljenost između kopna i Koločepa je oko 1 km.

## Ime
Koločep je jedan od rijetkih, ako ne i jedini jadranski otok koji ima dva naziva. Mjesno stanovništvo gotovo isključivo rabi neslužbeni naziv Kalamota, a sebe naziva Kalamotezima. U prošlosti je otok uvijek nazivan Calamotta. U najstarijem spisu Župnog arhiva na Koločepu iz 1497. godine otok je označen imenom Calamotta. Po svemu se može zaključiti da je naziv grčkog podrijetla, tim više što grčka riječ Kalamos znači ribarski štap. Kalamotezi ribarski štap, odnosno ribarsku trs, i danas nazivaju kalamuća.

## Biljni pokrov
Na otoku su od drvnih kultura, značajne masline i borovi.

## Promet
Na samom otoku nema cesta, jedina značajna prometnica je betonski put koji spaja dva naselja, dovoljno širok za pješake, ali ne i za vozila. Dva naselja su udaljena petnaestak minuta ugodne šetnje kroz zapuštena poljoprivredna dobra. Otok ima putničku brodsku vezu s Dubrovnikom.

## Gospodarstvo
turizam - na otoku postoje dva hotela, jedan u vlasništvu Dubrovnik Sea Sun Hotels i drugi u vlasništvu TUI Blue. Osim hotela, turizmom se bave i brojni privatni iznajmljivači. 
maslinarstvo - nekada znatno, danas većinom zapušteno kao i vinogradarstvo.
stočarstvo - također zapušteno, skoro da i ne postoji.
Danas na otoku nema ni jedan profesionalni ribar, a nekada je postojala i ribarska zadruga.

## Stanovništvo
Apsolutno većinsko i autohtono stanovništvo na otoku su Hrvati. Kalamotezi žive u dva naselja, Gornjem Čelu koje se nalazi bliže Dubrovniku i Donjem Čelu - smještenom u dubokoj uvali koja gleda prema zapadu-sjeverozapadu. U 14. i 15. stoljeću na otoku je živjelo oko 2 000 stanovnika koji su posjedovali 37 većih brodova koji su plovili po cijelom Jadranu, pa čak i do Sicilije. Tijekom 15. stoljeća broj brodova narastao je na 65 (postojalo je i brodogradilište), ali preusmjerenjem pomorskog središta sa Sredozemlja na Atlantski ocean stanovništvo se raseljava zbog propasti pomorstva. Koraljarstvo je također bilo unosna grana privređivanja, jer su stari Kalamotezi posebnim mrežama vadili koralje iz Jadranskog i Egejskog mora i prodavali ih po Dubrovniku i Italiji. Godine 1571. Turci su opustošili otok i odveli veliki broj stanovnika u sužanjstvo, ali ih je Dubrovačka Republika oslobodila plativši veliku otkupninu.

## Poznati
- Vlaho Skvadrović (Skvadri), hrvatski pjesnik, svećenik, kancelar Dubrovačke nadbiskupije[2]
- Jakov Betondić, hrvatski pjesnik i prevoditelj[2]
- Petar Svilokos, hrvatski pomorac, konzul Dubrovačke Republike u Rijeci[3]

## Kultura
Na cijelom otoku postoji oko 17 vrijednih spomenika kulture, uglavnom manjih crkvica i kapelica koje potječu iz razdoblja do 16. stoljeća. Osim toga i veći dio stambenih i fortifikacijskih objekata predstavlja vrijedne i vrlo atraktivne primjere stare arhitekture. Nad samom lukom u Donjem Čelu nalazi se tvrđava Kaštio u čijim se podrumima za vrijeme napada gusara i pljačkaša moglo skloniti nekoliko stotina ljudi. Gornji dio Kaštia posve je uništen, ali sačuvani su podrumi dugi 30 m i široki 3 m. Iznad crkve matice nalazi se kula Toreta, visoka oko 14 m i široka oko 4 m sa svake strane. Povrh ulaza u kulu nalazi se maleni prozor kroz koji bi se na napadače lijevalo vruće ulje, smola i sl. Ljetnikovce, polja i vinograde na Koločepu imale su vlastelinske obitelji Đorđići, Zamanje, Ranjine, Držići, Sorgo itd.
Najveća i najvažnija crkva na otoku je crkva matica posvećena Blaženoj Gospi, a potječe iz 12. ili 13. stoljeća. Iznutra je duga 13.6 m bez apside, a široka je 5 m. Najznačajnije očuvane kapelice su: kapela sv. Antuna Opata na predjelu Kaštio, Sv. Trojstvo u zaseoku Mačus nasuprot glavnog pristaništa u Donjem Čelu, Sv. Nikola na groblju i Sv. Antun Padovanski u Gornjem Čelu. Na predjelu koji se danas zove Ispod Sv. Petra nekoć je bila kapela posvećena sv. Petru. Neko je vrijeme njen upravitelj i kapelan bio poznati dubrovački komediograf Marin Držić. U kapeli sv. Nikole na groblju pronađene su freske koje upućuju na zaključak da je kapela starija nego što se mislilo.

## Zanimljivosti
Dvoje članova posade Kolumbu na brodu Santa Maria su bili s Koločepa, Mato i Dominik Kondjević. Međutim, ta se tvrdnja može smjestiti u područje nagađanja jer nisu pronađeni još nikakvi tragovi koji bi potvrdili da su braća Kondjević bili Kolumbovi suputnici.
Jedan od najbogatijih hrvatskih iseljenika u Čileu, Pasko (a ne Paško, kako je često krivo nazivan) Baburica je rođen i odrastao na Koločepu, odakle se uputio u svijet.

## Vanjske poveznice
- O Koločepu
- Trajektne veze  Arhivirana inačica izvorne stranice od 21. srpnja 2011. (Wayback Machine)